# Gleichberechtigung
Gleichberechtigung bezeichnet die Gleichheit verschiedener Rechtssubjekte in einem bestimmten Rechtssystem.

## Grundlagen
Die Gleichberechtigung ist in den Ideen von Humanismus und Aufklärung verwurzelt und Wesenskern der Menschenwürde. Sie war als Gleichberechtigung der sozialen Stände im Staat (französisch égalité) neben Freiheit (liberté) und Brüderlichkeit (fraternité) eine Forderung der französischen Revolution. Die im Jahr 1789 formulierte Erklärung der Menschen- und Bürgerrechte (Déclaration des Droits de l'Homme et du Citoyen) gilt dabei als Grundlagentext u. a. für die Rechtsgleichheit. Die Erklärung schloss allerdings Frauen nicht mit ein. Olympe de Gouges forderte daher 1791 die volle rechtliche, politische und soziale Gleichberechtigung aller Geschlechter mit ihrer Erklärung der Rechte der Frau und Bürgerin (Déclaration des droits de la femme et de la citoyenne) ein.

### Geschichte

#### Strukturen in der Entwicklung der Gleichberechtigung
Es gibt drei Entwicklungsfelder:
- Gleichberechtigung der Menschen
- Gleichberechtigung der Staatsbürger eines Staates
- Gleichberechtigung einzelner Gruppen: Geschlecht, Farbe, Alter

Es existieren zahlreiche Werke, die schwerpunktmäßig Aspekte beschreiben, etwa in der Verfassungsgeschichte, Militärgeschichte oder Kirchengeschichte, und es gibt Gesamtdarstellungen der Geschichte eines Landes. Laut Grimm sollten Verfassungsgeschichte und Allgemeine Geschichte sich gegenseitig nicht aus den Augen verlieren und relevante Aspekte des anderen mit im Auge haben.

### Antike, Neuzeit, England, Frankreich
Der Gedanke, dass es für jede Person unverzichtbare Freiheitsrechte des einzelnen gibt, ist so alt wie die Geschichte der Unterdrückung der Menschen durch den Menschen. In der Antike forderte Alkidamas, dass niemand zum Sklaven gemacht werden darf.
Die Spannung zwischen individuellem Freiheitsbedürfnis und Herrschaftsansprüchen erreichte im absolutistischen Staat einen Höhepunkt. Nun forderte John Locke (1632–1704), dass der Eigenwert des Individuums mit seinen Privatsphären dem Staat entzogen werden muss. In die gleiche Richtung zielte das aufgekommene reformatorische Denken: Es gibt ein angeborenes Naturrecht: Glaubens- und Gewissensfreiheit, Schutz vor staatlichen Eingriffen, Freiheit des Eigentums. Friedrich Schiller: „Der Mensch ist frei und wäre er in Ketten geboren!“
In England werden die Grundfreiheiten des Individuums, Gleichheit vor dem Gesetz, Anspruch auf einen gesetzlichen Richter festgelegt: Petition of Rights (1628), Habeas-Corpus-Akte (1679) und Bill of Rights (1689). Ähnliche Entwicklung in Amerika.
Die Gleichberechtigung ist in den Ideen von Humanismus und Aufklärung verwurzelt und Wesenskern der Menschenwürde.
In den Generalständen, die der französische König Ludwig XVI. 1789 einberufen hatte, war umstritten, ob nach Ständen oder nach Köpfen abgestimmt werden sollte: Im erstgenannten Fall hätten die privilegierten Stände Klerus und Adel die Mehrheit gehabt, im zweitgenannten der Der Dritte Stand, der doppelt so viel Vertreter hatte wie die beiden anderen. Der Dritte Stand setzte sich durch und erklärte sich am 17. Juni 1789 zur Nationalversammlung. Die Abgeordneten schworen, nicht eher auseinanderzugehen, bis sie eine Verfassung für Frankreich geschaffen hätten. Dieser Ballhausschwur gilt als eines der Ereignisse, mit denen die Französische Revolution begann.
Die Gleichberechtigung der drei Stände (égalité) war eine der drei zentralen Forderungen der Revolution (Freiheit, Gleichheit, Brüderlichkeit). Die im Jahr 1789 formulierte Erklärung der Menschen- und Bürgerrechte (Déclaration des Droits de l'Homme et du Citoyen) gilt dabei als Grundlagentext u. a. für die Rechtsgleichheit. Die Erklärung schloss allerdings Frauen nicht mit ein. Olympe de Gouges forderte daher 1791 die volle rechtliche, politische und soziale Gleichberechtigung aller Geschlechter mit ihrer Erklärung der Rechte der Frau und Bürgerin (Déclaration des droits de la femme et de la citoyenne) ein.
Neben die naturrechtlich begründeten Menschenrechte trat mit den Vorgängen der französischen Revolution also ein weiterer Komplex, die Staatsbürgerrechte, die Mitwirkung an der Ausübung der Staatsgewalt. Die Nationalversammlung beschließt am 22. August 1789, dass Anklage nur dann erhoben werden darf, wenn der Fall gesetzlich geregelt ist. Am 26. August 1789 beschließt sie Religionsfreiheit, Meinungsfreiheit, die Menschenrechte, Recht auf Eigentum. Der französische König billigt am 13. September 1791 die neue Konstitution, am 14. September schwor er in der NV, dem Gesetz treu zu sein. Das Volk in Paris umjubelt am 14., 18. und am 20. September 1791 die königliche Familie. Es galt nun die Reihenfolge: „Gott, die Nation, das Gesetz, der König“. Bedeutsam ist die „Proklamation des Königs“ vom 28. September 1791: „Ludwig, von Gottes Gnaden und durch das konstitutionelle Staatsgesetz König der Franzosen.“
Am 21. September 1792 wird durch den (an diesem Tag gegründeten) französischen Nationalkonvent König Ludwig XVI. abgesetzt, die Erste Französische Republik beginnt.

### Deutschland

#### 18. Jahrhundert mit Anfang 19. Jh.
Friedrich Schiller beschreibt 1794 in seinem Werk 'Kabale und Liebe' eine paradoxe Situation, nicht nur in Württemberg: Um im Amerikanischen Unabhängigkeitskrieg die Freiheit zu erkämpfen, lässt der Landesherr Zwangsrekrutierungen vornehmen!
- Kabale und Liebe: Der Landesherzog lässt durch seinen Diener der Herzogin sündhaft teure Brillanten aus Venedig überreichen. Sie fragt nach dem Preis. Der Kammerdiener erklärt, dass kein Heller für diese Edelsteine zu bezahlen sei. Es wurden siebentausend Landeskinder nach Amerika verkauft, um den Kaufbetrag zu begleichen. Der Kammerdiener weint und eröffnet, dass auch er einige Söhne hat hergeben müssen. Und erzählt weiter: Es sind keine Freiwilligen. Wer sich weigerte, wurde erschossen. „Wir hörten die Büchsen knallen, sahen ihr Gehirn auf das Pflaster spritzen.“ Deserteure wurden hart mit Spießrutenlaufen bestraft.

In Bayern erschienen im März 1800 anonyme Flugschriften mit Vorwürfen gegen den Herrscher: „Der Bauer zahlt ja mit seinem Geld und Blute immer allein die Zeche…“, und der Kurfürst sei ein Hofmetzger, weil „er unsere Kinder verkauft wie’s Vieh“. Bezug genommen wird auf den Subsidienvertrag mit England. Kurbayern verpflichtet sich, mit englischem Geld zusätzlich zu seinen regulären Truppen 12 000 Mann unter Waffen zu stellen (16. März 1800). In einer zweiten Absprache (15. Juli 1800) verpflichtete sich die britische Regierung, höhere Zahlungen zu leisten und den Territorialstand Kurbayerns zu garantieren. Erörtert wurde auch die schwierige Situation, die nötige Anzahl Soldaten auszuheben und in den Waffen zu üben, ohne der Landwirtschaft zu lange Kräfte zu entziehen.
- Kaum hatte Kurfürst Max Joseph 1799 die Macht übernommen, stellte er sich über das bestehende Recht, zu seinem Vorteil:
  - Kaum an der Macht wird am 22. März 1800 bestimmt: „… das Oekonomische und Rechnungswesen der Hofstäbe gehört zu dem geheimen Finanz-Departement“ und „die Hofstäbe hängen in allem, was Dienst selbst und das Hofceremoniell betrifft, von den allerhöchsten Befehlen ab“[15] Später wird im Geheimen Staatsrat resigniert festgestellt: „Weder habe der Finanzminister im Staatsrat Etatprobleme offenlegen wollen, noch habe der König gewünscht, Details der Einnahmen- und Ausgabenpolitik in einer Referendärsversammlung erörtern zu lassen.“[16] Er hatte immense persönliche Schulden. Und die ließ er sich vom Staat begleichen! Den 3.659.068 fl persönlicher Schulden standen 5.767.712 fl Staatseinnahmen gegenüber; das waren 63 % des Jahresetats![17] Als seine persönlichen Schulden getilgt waren, ordnete der Churfürst am 20. Oktober 1804 an,[18] dass mittels Regierungsblätter „zu Jedermanns Wissenschaft gebracht“ werde: Privatschulden des regierenden Fürsten können nicht als Landesschulden anerkannt werden.
  - Die Rechtslage war damals eindeutig! Bayern war damals viel weiter: Kurfürst Karl Theodor, stets viel geschmäht, arbeitete zwischen 1786 und 1794 konstruktiv mit dem Land zusammen:[19] Der wahrhaft revolutionäre Umbruch war bereits vor 1789 eingeleitet. Die Französische Revolution brachte weiteren Auftrieb. Obwohl Karl Theodor einen „Gesamtlandtag“ verhinderte, stand den „Landständen“ ab 8. Mai 1790 und 18. Mai 1792 die „Repräsentation der gesamten bayerischen Nation“ zu. „Zum ersten Male erzwang sie (d. V.: die Landschaft) damals von der Regierung genaue Rechenschaftsablage über die von ihr der Hofkammer überwiesenen Summen.“
  - Die Ausgaben für den Hof von Max Joseph stiegen kontinuierlich an, Steuern wurden neu eingeführt und erhöht, Abgaben auf jedweden Besitz, Mehrung der Arbeitstage, Streikverbot, Spezialgerichte.[20]
- Vergleich mit den Vorgängen 1789 in Frankreich: Am 11. Juli 1789 wird der damals fähigste Politiker Frankreichs entlassen, weil er sich weigerte, die privaten Schulden des Bruders des Königs „unter die außerordentlichen Ausgaben des Staates aufzunehmen“. In dem folgenden Sturm auf die Bastille und weiteren Unruhen kamen mehrere tausend Menschen um! Dieser Graf Artois drängte als Emigrant die deutschen Fürsten, in Frankreich einzumarschieren.[21]

#### 19. Jahrhundert

##### Frühe Verfassungen
Napoleon übte im ersten Jahrzehnt nicht nur militärisch gewaltigen Druck auf die deutschen Staaten aus. Bayern und Baden Mitglieder des neu geschaffenen Rheinbund wollten einem Diktat Napoleons zuvorkommen. Bayern gibt sich 1808 eine Verfassung des Königreichs Bayern. Indem das Königreich Bayern alle Staatsbürger in den freien, bürgerlichen Zustand der Unterordnung unter die Gesetze versetzt, und jeder Bürger freien Zugang zum Gesetz bekommt, gilt das Organische Edikt vom 31. August 1808 als erste Grundrechtsgarantie in einer deutschen Verfassung.
- Dennoch sollte darauf hingewiesen werden, dass es Unterschiede gab:
  - „Alle Glieder des königlichen Hauses stehen unter der Gerichtsbarkeit des Monarchen.“ (§ 7, Verfassung). Das „Königliche Familien-Gesetz“ legt in Art. 87 fest, „Sollte eine gerichtliche Angelegenheit von großer Wichtigkeit und Umfange sein, so nimmt der Familien-Rath die Eigenschaft eines königlichen obersten Gerichtshofes an“.[25] Die königliche Familie steht wohl auch unter dem Gesetz, aber: der Richter ist der König...
  - Und: Es bleibt bei der Ausgrenzung der Frauen! Es wird zwar festgelegt: „Jeder Baierische Staats-Bürger kann Lehen empfangen“. (§ 35), aber dann wird indirekt begrenzt: „Die Lehen können auf die Lebenszeit des Lehens-Mannes, oder auf die männlichen Erben verliehen werden.“ (§ 40) Bei Verhinderung des vorgesehenen Lehens-Mannes muss ein Bevollmächtigter bestellt werden (§ 44). Von einer Ehefrau ist nicht die Rede. „Die Lehensfolge beschränkt sich auf den Mannsstamm (§ 55). Bestehende Verträge, in denen „weibliche Erben“ festgeschrieben sind, laufen aus (§ 56). Nur der Lehensmann ist Vormünder der minderjährigen Kinder (§137). Die Töchter des Lehen-Mannes können (…) aus dem Lehen keinen Pflichtteil und kein Heurathgut fordern.“ (§ 169).[26]

Ähnliches wurde im Großherzogtum Baden mit dem Landrecht von Baden 1810 wirksam. Die mittel- und norddeutschen Staaten folgten später nach.
Die bayerische und badische Verfassung von 1818 enthalten Grundrechtskataloge: Gewissensfreiheit, Meinungsfreiheit, Gleichheit vor dem Gesetz, Gleichberechtigung beim Zugang zu staatlichen Stellen, Gleiche Pflichten für alle Staatsbürger, Unparteilichkeit der Rechtspflege.

##### Die Bundesakte und Widerstände im Volk
Nach dem Sieg über Napoleon wurde mit dem Wiener Kongress eine neue Ordnung beschlossen. Von den erwarteten Reformen bleibt nur der unbestimmte Wortlaut des Artikel 13 der Bundesakte von 1815: "In allen Bundesstaaten wird eine Landständische Verfassung stattfinden. Über Inhalt und Zeit wird nichts ausgesagt. Friedrich Wilhelm, König von Preußen, wünscht keine Verfassungspapier zwischen sich und "seinem" Volk.
Es folgen auch in den deutschen Landen Studentenproteste, 'Demagogenverfolgungen', Pressezensur. Darauf kommt es immer häufiger zu Protesten, in denen die Radikalen nicht nur die bloße Beteiligung des Bürgers verlangen, sondern die Selbstregierung' des Volkes fordern mit freier Entfaltung und sozialer Gleichheit. In der durch Industrialisierung und Bauernbefreiung eingetretenen Massenverarmung beschreibt Johann Jacoby den Sinn der politischen Institutionen: "Die unteren Volksklassen müssen zur Menschenwürde erhoben werden!" Forderungen werden beschlossen. "Erklärung der Menschen- und Bürgerrechte des 'Bundes der Geächteten'" von 1834: Art. 3." Die Gleichheit ist das Grundgesetz der Gesellschaft." Ähnlich das "Offenburger Programm vom 12. September 1847: "Die Forderung des Volkes von Baden": Wiederherstellung der Verfassung von 1819, ... persönliche Freiheit, keine Bevormundung, Abschaffung alle Vorrechte, Selbstregierung des Volkes.
Der Hessische Landbote, von Georg Büchner, Erste Botschaft, Darmstadt, im Juli 1834:
- „... Das Leben der Vornehmen ist ein langer Sonntag, sie wohnen in schönen Häusern, sie tragen zierliche Kleider, sie haben feiste Gesichter und reden eine eigene Sprache; das Volk aber liegt vor ihnen wie Dünger auf dem Acker. Der Bauer geht hinter dem Pflug, der Vornehme am Pflug, er nimmt das Korn und lässt ihm die Stoppeln. Das Leben des Bauern ist ein langer Werktag; Fremde verzehren seine Äcker vor seinen Augen, sein Leib ist eine Schwiele, sein Schweiß ist das Salz auf dem Tische des Vornehmen....“
- Was ist das für ein Staat!
- Wir alle sollen der Staat sein, Verordnungen und Gesetze erlassen!

Es folgen landesweit Proteste und auch deren blutige Niederschlagungen, Revolutionen und "Conterrevolutionen'. Bilder aus dem Ausstellungskatalog des Deutschen Bundestags mit dem Titel 'Fragen an die deutsche Geschichte, Ideen, Kräfte, Entscheidungen. Von 1800 bis zur Gegenwart'.

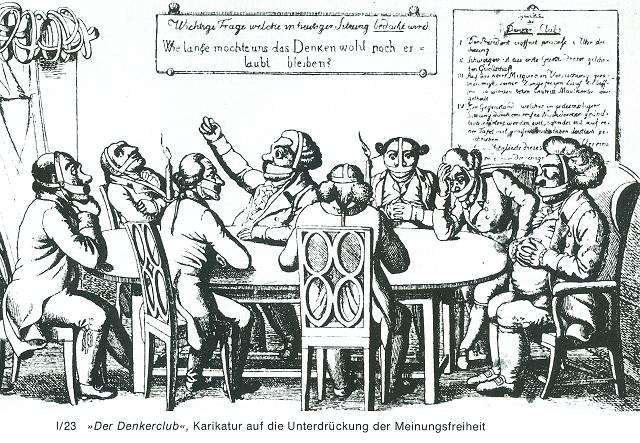
Meinungsfreiheit beschnitten
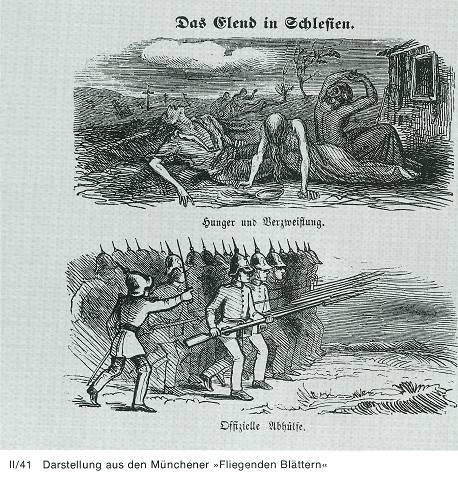
Militär gegen die Armen
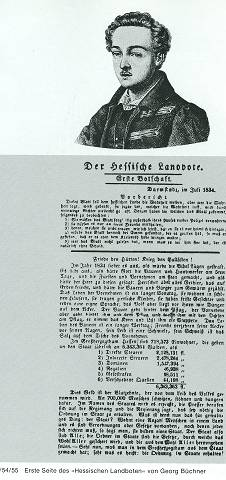
Georg Büchner gibt ein aufrührerisches Volksblatt heraus.

##### Verfassungen: Paulskirchenverfassung 1849, Preußische Verfassung 1850, Reichsverfassung 1871
Von richtungsgebender Bedeutung für die spätere die deutsche Entwicklung der ‚Grundrechte‘ waren insbesondere die einschlägigen Bestimmungen der Preußischen Verfassung (1848/1850), die ‚Rechte der Preußen‘ und der Paulskirchenverfassung von 1849, die Grundrechte des deutschen Volkes. Sie stellen ein Reformprogramm auf…kein unmittelbar anwendbares Gegenwartsrecht, sondern ein Zukunftsrecht, Richtlinien für den Gesetzgeber.
Ein Beispiel des nun erfolgten Rückschritts: Am 26. Februar 1850 verkündet König Max II.:„Frauenspersonen und Minderjährige können weder Mitglieder politscher Vereine seyn, noch den Versammlungen derselben beiwohnen.“
In der Bismarckschen Reichsverfassung und in den Verfassungen der meisten deutschen Staaten sind Grundrechte nicht enthalten. Anträge auf Aufnahme von Grundrechten wurden ausgiebig diskutiert, dann vom Reichstag abgelehnt. Das Kaiserreich hat viele Einzelgesetze zur persönlichen Freiheit erlassen. Konsens: Grundrechte sind Ausfluss der Persönlichkeit.

##### Frauen schließen sich zusammen
Louise-Otto Peters gilt in Deutschland als die erste weithin bekannte Demokratin, die mit ihren Schriften seit 1848 auf die schwierigen Lebensverhältnisse der Arbeiterinnen hinwies. Sie forderte die politische Gleichberechtigung der Frauen und bessere Bildungschancen für Mädchen. 1849 gründete sie die „Frauen-Zeitung“ unter dem Motto: „Dem Reich der Freiheit werb' ich Bürgerinnen“. Die Zeitung musste sie wieder einstellen. Ab 1860 wurde Peters politisch wieder aktiv. Zusammen mit der Lehrerin Auguste Schmidt gründete sie 1865 den Leipziger Frauenbildungsverein und den Allgemeinen Deutschen Frauenverein (ADF). Ab 1880 wurde gefordert: Zugang der Frauen zu Stellen bei Post und Bahn, Gleichberechtigung im Familienrecht, Zulassung zum Studium. „Furore machte 1887 eine Petition und ihre Begleitschrift, die sogenannte Gelbe Broschüre, mit der sich Helene Lange, Minna Cauer, Henriette Schrader-Breymann u. a. an den preußischen Unterrichtsminister wandten und eine bessere Lehrerinnenausbildung sowie die Verbesserung der Mädchenschulen verlangten.“
29. März 1894: Gründung des „Bundes deutscher Frauenrechte“ als Dachverband der deutschen Frauenbewegung: Hauptforderungspunkte sind die gesellschaftliche und politische Gleichstellung der Frau, insbesondere Chancengleichheit in der Bildung, insbesondere die Mädchenbildung Erste Vorsitzende ist Auguste Schmidt.
Ab 1900 wurden in Baden Frauen zum Studium zugelassen.
Zu den Themen, mit denen sich die Angehörigen der bürgerlichen Frauenbewegung intensiv befassten, gehörten auch Ehe, Ehekritik, Prostitution und Sexualreform. Die Frage der zeitgenössischen Prostitutionsregelungen, die die Prostituierten kriminalisierten, ihre Freier aber straffrei ausgehen ließen, zählte zu einer der zeitgenössisch meistdiskutierten gesellschaftlichen Probleme.
1902 gründeten Anita Augspurg, Wilhelmine „Minna“ Theodore Marie Cauer, geb. Schelle und Lida Gustava Heymann den Deutschen Verein für Frauenstimmrecht. Doch die Frauenstimmrechtsbewegung blieb schwach und in sich uneins. Es war dann auch nicht die Frauenbewegung, sondern die Sozialdemokratie, die den Frauen erstmals zur Nationalversammlung 1919 das allgemeine aktive und passive Wahlrecht verschaffte.

#### 20. Jahrhundert
Mädchenschulreform: Am 15. April 1907 wird die Mädchenschulreform mit Angleichung an Knabenschulen beschlossen. Fortan gehören naturwissenschaftliche Disziplinen und Mathematik auch für Mädchen auf den Lehrplan.

##### Weimarer Verfassung
Frauen ziehen in den Reichstag ein.

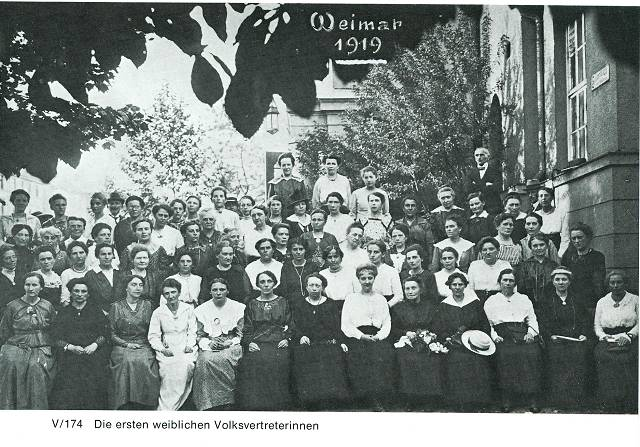
Buch: Fragen an die deutsche Geschichte Ideen, Kräfte Entscheidungen. Von 1800 bis zur Gegenwart. Historische Ausstellung im Reichstagsgebäude in Berlin 1976, Katalog, 2. erweiterte Auflage; Erste weibliche Volksvertreterinnen im Reichstag 1919; Seitenangaben sind im Bildteil nicht gegeben, dafür die Stelle der Ausstellung. V / 174. Das Bild ist älter als 100 Jahre (1919!)

Art. 109 Abs. 2: Männer und Frauen haben grundsätzlich dieselben staatsbürgerlichen Rechte und Pflichten.
Art. 128. Abs. 1: Alle Staatsbürger sind ohne Unterschied nach Maßgabe der Gesetze und entsprechend ihrer Befähigung und deren Leistungen zu den öffentlichen Ämtern zuzulassen.
„Abs. 2: Alle Ausnahmebestimmungen gegen weibliche Beamte werden beseitigt.“ Ob Abs. 2 aktuelles, d. h. unmittelbar anwendbares Recht oder nur eine Richtlinie für das erst noch zu schaffende Recht enthält, ist streitig. Für die zweite Alternative spricht, dass es von den Ausnahmebestimmungen gegen weibliche Beamte nicht heißt: „sind beseitigt“, sondern „werden beseitigt.“ Und es heißt auch nicht „sind zu beseitigen“ oder „sind aufzuheben“.
Für die Zeit nach dem 11. August 1918: Ausnahmegenehmigungen dürfen nach Erlass der RV nicht mehr erlassen werden. So hat das Reichsgericht das nach Inkrafttreten der RVerf ergangene bayerische Volksschullehrergesetz vom 14. August 1919, soweit es das Beamtenverhältnis der Volksschullehrerinnen mit ihrer Eheschließung erlöschen lässt, gemäß Art. 13 Abs. 2 RVerf für nicht vereinbar mit Art. 128 Abs. 2 RVerf erklärt (RGZ 102 S. 145ff). Ähnliche Regelungen traten in Preußen und Baden in Kraft.

###### Versuche, Ausnahmen zu begründen
Art 128 der Weimarer Verfassung legt fest, dass der Zugang zu einem öffentlichen Amt „entsprechend der Befähigung“ des Staatsbürgers erfolgen soll. Genau das setzen die Gegner an.
Es wird immer wieder behauptet, die Lehrerin sei nicht gleichwertig, habe eine geringere Widerstandskraft, sei im Alter häufiger krank. Die Lehrerinnen seien einem häufigen Wechsel der Gemütsstimmungen unterworfen. Das Wesen der Frau habe keine Voraussetzungen für ein Amt in der Öffentlichkeit.
Gleichzeitig wird die Bevölkerungspolitik, Art. 7, Abs.7, bemüht: Die Lehrerin sei Mutter und können nicht gleichzeitig einen weiteren Hauptberuf ausüben.
In Zeiten der wirtschaftlichen Not in den 1920er Jahren wollten einige Länder verheiratete Beamtinnen entlassen, sofern deren wirtschaftliche Situation gesichert sei (siehe Zölibatsklausel).

##### Wahlrecht für Frauen
Das Frauenwahlrecht wurde in Deutschland 1918 eingeführt.
Erst im 20. Jahrhundert folgte in Europa die Gleichberechtigung der Frau im Staat, die sich an der Einführung des Frauenwahlrechts (Deutschland und Österreich 1918, Iran 1963, Schweiz 1971) nachzeichnen lässt. In Folge wurden auch bedeutende Gleichberechtigungen für zahlreiche soziale Minderheiten entwickelt.
Basis der Gleichberechtigung ist heute weltweit der Gleichheitssatz der UN-Menschenrechtekonvention:

„Alle Menschen sind frei und gleich an Würde und Rechten geboren.“

„Gleiches Recht für alle“ ist damit ein grundlegendes Menschenrecht, das mit Freiheit und Würde auf einer Ebene steht. Unbenommen davon können Rechte entzogen werden (etwa bei Straffälligkeit), oder beispielsweise während der Kindheit Sonderregelungen unterliegen. Dies entspricht dem erweiterten Grundsatz „Gleiches gleich, Ungleiches ungleich“ zu behandeln.
Vor allem in der westlichen Welt (Europa, Nordamerika) gibt es starke Tendenzen zur Gleichberechtigung. Dies ist nicht zuletzt der Aufklärungswelle des 18. bis 20. Jahrhunderts zu verdanken.

### Definition Diskriminierung, Privilegierung
Eingriffe in die Gleichberechtigung werden als Diskriminierung bzw. Privilegierung bezeichnet.

#### Diskriminierung
Jemand wird wegen sachlich nicht gerechtfertigter Gründe, beispielsweise rassistisch, wegen seines Geschlechts oder seiner Sexualität etc. rechtlich benachteiligt
Das Allgemeine Gleichbehandlungsgesetz (AGG) regelt umfassend, was aus juristischer Sicht als Diskriminierung anzusehen ist.

#### Privilegierung
Jemand wird wegen sachlich nicht gerechtfertigter Gründe, beispielsweise aufgrund seines Alters, der sexuellen Identität oder religiösen Zugehörigkeit, rechtlich bevorzugt.
Beides gilt als Eingriff in den Grundsatz der Gleichberechtigung.

### Unterschied zu Gleichstellung
Vielfach wird Gleichberechtigung mit Gleichheit und Gleichstellung gleichgesetzt bzw. verwechselt. Nach Verfassung und Menschenrechten bedeutet Gleichberechtigung jedoch nicht:
dass alle oder gewisse Menschen von Natur aus faktisch gleich wären,
dass die faktische Gleichheit aller oder gewisser Menschen angestrebt werden solle,
dass alle oder gewisse Menschen faktisch gleichgemacht/gleichgestellt werden sollen.
Kritiker der „Gleichstellungspolitik“ sehen darin einen Konflikt mit dem Grundsatz der Gleichberechtigung. Die Gleichberechtigung von Mann und Frau würde mit „Gleichstellung“ im oben erwähnten Sinn verwechselt.

## Nationales

### Deutschland
Entwicklung seit 1949
In der Bundesrepublik Deutschland hatte Artikel 3 Absatz 2 GG in der Entwurfsfassung des Ausschusses für Grundsatzfragen des Parlamentarischen Rats noch gelautet „Männer und Frauen haben dieselben staatsbürgerlichen Rechte und Pflichten“ und damit bis auf die Einschränkung „grundsätzlich“ der Weimarer Verfassung entsprochen. Es kam aber schließlich zur umfassenden Formulierung „Männer und Frauen sind gleichberechtigt“.
Zugleich bestimmte Art. 117 Absatz 1 des Grundgesetzes: „Das dem Artikel 3 Absatz 2 entgegenstehende Recht bleibt bis zu seiner Anpassung an diese Bestimmung des Grundgesetzes in Kraft, jedoch nicht länger als bis zum 31. März 1953.“ Damit war dem Gesetzgeber eine Frist eingeräumt, um durch ausdrückliche Änderung einzelner Gesetze deren künftiger Verfassungswidrigkeit und Unanwendbarkeit vorzubeugen. Den Regierungsentwurf eines Familienrechtsgesetzes verabschiedete der Bundestag nicht. Auch kam es nicht zu einer von Bundeskanzler Adenauer angestrebten Grundgesetzänderung, um den Fristablauf hinaus zu schieben.
Darauf stellte der Bundesgerichtshof mit Urteil vom 14. Juli 1953 fest, dass seit dem Fristablauf die Gerichte im Streitfall zu prüfen hatten, ob Vorschriften der Gleichberechtigung entgegenstanden und damit außer Kraft getreten waren. Dies bestätigte das Bundesverfassungsgericht durch Urteil vom 18. Dezember 1953 und hielt ausdrücklich fest, dass mit Fristablauf Mann und Frau auch im Bereich von Ehe und Familie gleichberechtigt waren.
Artikel 7 der Verfassung der DDR von 1949 bestimmte: „Mann und Frau sind gleichberechtigt. Alle Gesetze und Bestimmungen, die der Gleichberechtigung der Frau entgegenstehen, sind aufgehoben.“
Eine Einschränkung des Art. 3 GG erfolgte 1956 durch Änderung des Artikel 12, die das Wehrpflichtgesetz (WPflG) ermöglichte. Wehrpflichtig waren alle deutschen Männer, die nach dem 1. Juli 1937 geboren waren. 1968 wurde die Wehr- und Dienstpflicht in Art. 12a geregelt und geht somit weiter als lex specialis der Gleichberechtigung vor (seit 2001 können Frauen freiwillig in der Bundeswehr dienen).
Im Mai 1957 beschloss der Deutsche Bundestag mit Wirkung zum 1. Juli 1958 das „Gesetz über die Gleichberechtigung von Mann und Frau auf dem Gebiet des bürgerlichen Rechts“, einen wesentlichen Schritt zur Neuordnung der Gesetze, die im Widerspruch zum Grundgesetz standen, und damit zur Durchsetzung der Gleichberechtigung von Mann und Frau. Zuvor hatte es im Plenum in der 2. Lesung heftige Debatten gegeben über Aufgabenverteilung zwischen Mann und Frau, Familienunterhalt, Zugewinnausgleich, Haushaltsführung, Haftung für den Unterhalt der Kinder, Letztentscheid. In der Dritten Lesung wurden keine Anträge mehr gestellt. Die Vorlage wurde einstimmig angenommen.
Zentrale Punkte des Gesetzes über die Gleichberechtigung von Mann und Frau, das am 1. Juli 1958 in Kraft trat:
- Das Letztentscheidungsrecht des Ehemanns in allen Eheangelegenheiten (Gehorsamsparagraph) wird ersatzlos gestrichen.
- Die Versorgungspflicht des Ehemannes für die Familie bleibt bestehen.
- Die Zugewinngemeinschaft wird der gesetzliche Güterstand. Frauen dürfen ihr in die Ehe eingebrachtes Vermögen selbst verwalten. Bis dahin durften die Frauen über eigenes Einkommen aus der Erwerbstätigkeit, aber die Männer über das Vermögen der Frau verfügen.[55][56]
- Das Recht des Ehemanns, ein Dienstverhältnis seiner Frau nach erfolgreichem Antrag beim Vormundschaftsgericht fristlos zu kündigen,[57] wird aufgehoben. (Die Frau war weiterhin gesetzlich für die Haushaltsführung zuständig, durfte aber berufstätig sein, „soweit dies mit ihren Pflichten in Ehe und Familie vereinbar ist.“[58] Erst seit dem 1977 in Kraft getretenen Ersten Gesetz zur Reform des Ehe- und Familienrechts gilt stattdessen das Partnerschaftsprinzip, nach dem es keine gesetzlich vorgegebene Aufgabenteilung in der Ehe mehr gibt).
- Die Frau hat das Recht, nach ihrer Heirat ihren Geburtsnamen als Namenszusatz zu führen (Doppelname, seit 1977 können die Eheleute entweder den Namen des Mannes oder der Frau als gemeinsamen Ehenamen führen; und seit 1991 können beide Eheleute ihren alten Familiennamen beibehalten).
- Die väterlichen Vorrechte bei der Kindererziehung wurden auf das Privileg eines so genannten Stichentscheids eingeschränkt, welcher dem Vater bei Streitigkeiten in Erziehungsfragen das ausschlaggebende Wort zusprach. Hiergegen brachte der Deutsche Juristinnenbund eine Beschwerde beim Bundesverfassungsgericht auf den Weg. Im Juli 1959 wurde die Passage über den Stichentscheid für verfassungswidrig und nichtig erklärt, seitdem gilt eine „volle Gleichordnung“ von Vater und Mutter in Bezug auf die Kindererziehung.[59]

In einem Urteil des Bundesverfassungsgerichts vom 21. Mai 1974 wurde die bis dahin geltende Regel, nach der ein Kind nur durch seinen Vater oder seine unverheiratete Mutter die deutsche Staatsangehörigkeit bei Geburt erwarb, für unvereinbar mit dem Grundsatz der Gleichberechtigung von Männern und Frauen erklärt. Das Staatsangehörigkeitsgesetz wurde daraufhin angepasst.
Das Grundrecht Gleichberechtigung
- ist unmittelbar geltendes Recht (Art. 1 Abs. 3 GG). Siehe auch Willkürverbot.
- unterliegt nicht der so genannten „Ewigkeitsgarantie“ (Art. 79 Abs. 3 GG), darf also durch Verfassungsänderungen geändert werden (wie der oben erwähnte 1968 hinzugefügte Artikel 12a, der die Wehrpflicht nur für Männer zulässt).
- unterliegt im Unterschied zu vielen anderen Grundrechten keinem Gesetzesvorbehalt.
- regelt die Beziehungen zwischen Bürgern und Staat, gilt also grundsätzlich nicht zwischen Privatpersonen untereinander, kann aber Drittwirkung entfalten.
- ist ein Individualrecht, nicht ein Recht gewisser Gruppen (Kollektive).

Das Grundgesetz formuliert die Gleichberechtigung in Art. 3 Abs. 3 GG als Differenzierungsverbot.
Im Jahr 1994 wurde Artikel 3 GG ergänzt um die Sätze: „Der Staat fördert die tatsächliche Durchsetzung der Gleichberechtigung von Frauen und Männern und wirkt auf die Beseitigung bestehender Nachteile hin.“ und „Niemand darf wegen seiner Behinderung benachteiligt werden.“

#### Schwimmbäder
Während es in manchen Urlaubsregionen nichts Außergewöhnliches ist, als Frau oberkörperfrei am Strand zu sein, wurde dies in Schwimmbädern bis 2022 oft als unzulässig angesehen, obwohl es nicht offiziell geregelt war. Nachdem eine Person, die sie sich selbst nicht als Frau identifiziert, wegen oben-ohne-Badens aus einem Schwimmbad verwiesen wurde und Hausverbot erhielt, wurde dieses Thema von Politik und Gesellschaft in Göttingen intensiv diskutiert. Ab dem 1. Mai 2022 wurde „oben ohne“ samstags und sonntags testweise in Göttinger Bädern erlaubt, seit 2023 ist dies in Göttingen an jedem Wochentag erlaubt, ebenso in Siegen, Hannover, Berlin, Kiel, Köln, Wiesbaden, Marburg und weiteren Städten.

#### Bestehende Verstöße/Abweichungen vom Gleichberechtigungsprinzip
Aktuell (Stand 2023) bestehen u.A. noch in folgenden Fällen unterschiedliche gesetzliche Rechte für Männer und Frauen:
Grundgesetz
- Art. 6 Absatz sichert einer Mutter „Anspruch auf den Schutz und die Fürsorge der Gemeinschaft“ zu, nicht aber einem Vater (da diese Vorschrift aber nur im als Schutz für Schwangere und Gebärende verstanden wird, ist sie bei dieser Auslegung keine Ungleichbehandlung).
- Nach Art. 12a können Männer zum Wehrdienst verpflichtet werden. Frauen dürfen jedoch explizit nicht zum Dienst an der Waffe verpflichtet werden, nur im Verteidigungsfall zu Sanitätsdiensten bei ungedecktem Bedarf. (Die Wehrpflicht in Deutschland ist seit 2011 aber einfachgesetzlich ausgesetzt, für den Spannungsfall und Verteidigungsfall aber weiter vorgesehen)

Strafgesetzbuch
- Exhibitionismus ist nach § 183 nur für Männer eine Straftat.
- Die Verstümmelung weiblicher Genitalien ist nach § 226a strafbar, nicht aber von männlichen Genitalien. (Die medizinisch nicht notwendige Beschneidung von unmündigen Jungen auf Wunsch der Eltern ist nach § 1631d explizit erlaubt.)

BGB
- Nach § 1591 wird die leibliche Mutter mit der Geburt ihres Kindes automatisch als rechtliche Mutter anerkannt, der leibliche Vater jedoch nur bei verheirateten Paaren. Andernfalls kann er nach § 1592 nur durch Anerkennung des Kindes mit Zustimmung der Mutter (§ 1595) oder durch gerichtliche Feststellung (§ 1600d) zum rechtlichen Vater werden. Beides ist nur möglich, wenn die Mutter keinen anderen Mann als Vater anerkannt hat. Die rechtliche Vaterschaft ist z. B. Voraussetzung für ein (gemeinsames) Sorgerecht.[66]
- Nach § 1626a erhalten die (rechtlichen) Eltern nur dann das gemeinsame Sorgerecht, wenn sie verheiratet sind, bei Einvernehmen, oder nach einem entsprechenden Beschluss des Familiengerichts auf Antrag eines Elternteils. Ansonsten hat die Mutter das alleinige Sorgerecht.

Bundesgleichstellungsgesetz
- Wenn in einem Bereich des öffentlichen Diensts des Bundes der Frauenanteil unter 50 % liegt, müssen Frauen bei Neueinstellungen bei gleicher Qualifikation bevorzugt berücksichtigt werden (§ 8), verstärkt zur Bewerbung aufgefordert werden (§ 6), und es müssen mindestens genausoviele Frauen wie Männer zu einem Bewerbungsgespräch eingeladen werden, soweit möglich (§ 7). Für Bereiche, in denen Männer unterrepräsentiert sind, gelten hingegen keinerlei entsprechende Vorgaben für Männer.
- Ähnliche Regelungen gelten auch im Bereich des öffentlichen Diensts der Länder (z. B. in Hessen HGlG §9, §10).

### Österreich
In Österreich wurde – mitsamt den historisch verbundenen Nachbarländern – die formale Gleichberechtigung der Einwohner mit der Verankerung der Bürgerrechte mit der Märzverfassung 1849 eingeführt. Erweiterungen des Gleichheitsbegriffs erfolgten mit der Abschaffung des Adels 1919 und der Annahme der Deklaration der Menschenrechte 1948. Religionsfreiheit wurde zwischen 1871 (Toleranzpatent für Protestanten, Glaubens- und Gewissensfreiheit Dezemberverfassung 1867, Judentum 1890, Islam 1912) und 1919 (Vertrag von Saint-Germain) verwirklicht. Das allgemeine Männerwahlrecht wurde 1907 (Beck’sche Wahlrechtsreform) eingeführt, das Frauenwahlrecht 1918. Die Minderheits-Volksgruppen wurden 1955 anerkannt (Staatsvertrag), es folgten Minderheitenschulgesetz, Gerichtssprachengesetz und Volksgruppengesetz 1976. 1975 wurde die Koedukation von Buben und Mädchen an öffentlichen Schulen eingeführt. und es gibt Zivildienst statt Dienst an der Waffe. 1979 wurde mit dem Gleichbehandlungsgesetz (GlBG) jegliche Diskriminierung in der Arbeitswelt unter Strafe gestellt. 1990 unterzeichnete Österreich auch die UN-Kinderrechtekonvention. Mit dem EU-Beitritt 1992 wurden viele Bürgerrechte auf die Union erweitert. 2005 folgte die Anerkennung der Gebärdensprache als Minderheitensprache. 2006 wurde die vollständige Gleichstellung Behinderter (B-GStG) verankert (einschließlich Diskriminierungsverbot im Alltag und Recht auf Barrierefreiheit im öffentlichen Leben), und 2007 die Behindertenrechtskonvention unterzeichnet. 2008 wurde Barrierefreiheit im Internet (für alle Formen des Handicaps, auch technische Einschränkungen) für amtliche Webseiten vorgeschrieben. 2010 kamen mit der eingetragenen Partnerschaft (EPG) auch grundlegende Transgenderrechte hinzu.
Heute bestehen historisch gewachsene gesetzliche Ungleichbehandlungen der Geschlechter beispielsweise noch in der Wehrpflicht für Männer (Frauen dürfen seit 1998 freiwilligen Wehrdienst leisten) oder dem unterschiedlichen Pensionsantrittsalter (zwei Maßnahmen, die ursprünglich einen Ausgleich der Kinderkarenz schaffen sollten, eingeführt 1957, gemeinsame Elternkarenz seit 2003). Faktisch bestehen aber noch immer große Unterschiede, bekannt etwa in der Einkommensschere (niedrigeres Gehalt für gleiche Arbeitszeit) oder der gläsernen Decke (niedriger Anteil in Führungspositionen trotz Gleichanteil in der Bildung/Ausbildung). Minderheiten und soziale Randgruppen sind im Alltag ebenfalls noch weit von völliger Gleichbehandlung entfernt. Regionale Unterschiede ergeben sich dadurch, dass teils EU- und Bundesrecht greift, teils Landesrecht.
Allgemein wird eine intensive Gleichstellungspolitik betrieben, die aber nur langsam Erfolge zeigt. Dazu gibt es unabhängige Institutionen wie beispielsweise die Gleichbehandlungsanwaltschaft. Es herrschen zwei zentrale Paradigmen, das Gleichbehandlungsgebot und das Diskriminierungsverbot. Basis der Maßnahmen zur Gleichstellung (also zum Erreichen der faktischen Umsetzung der Gleichberechtigung) ist deshalb die positive Förderung (Unterstützung von Angelegenheiten der einen Gruppe ohne Zurücksetzung der Anderen). Das wird in der Frauenförderung etwa dadurch umgesetzt, dass es seit 1991 ein eigenes Frauenministerium gibt (meist als Kanzleramtsministerin, seit 2007 als Frauenangelegenheiten, Gleichstellung und Öffentlicher Dienst), und die Kontaktfrauen (Frauenbeauftragte). Ähnlich Maßnahmen sind beispielsweise die zweisprachigen Minderheitengebiete Österreichs. Dort, wo prinzipiell keine Gleichstellung erreicht werden kann – und auch nicht angestrebt wird (Kinder, Alte, Behinderte), finden sich explizite Bevorzugungsmaßnahmen (wie der Vorrang des Kindeswohls laut UN-Kinderrechtekonvention) und spezielle Rechtsvertretungen, wie der Behindertenanwalt des Bundes, das Kinderrechte-Monitoring-Board (KMB) am Jugendministerium und die Kinder- und Jugendanwaltschaften der Länder.

### Schweiz
In der Schweiz war die Forderung nach Gleichheit vor dem Gesetz resp. Rechtsgleichheit Bestandteil des Forderungskataloges der überwiegend erfolgreichen liberalen Revolutionen in den Kantonen um 1830. Es ging primär darum, die Vielzahl von Privilegien der Geburt der teils aristokratischen Herrschaftsschichten zu beseitigen. Bestehen blieb die Diskriminierung der Frauen, deren Beseitigung erst mit der Einführung des Frauenwahl- und -stimmrechts 1971 ihren Anfang nahm.